# Рабата (Фиренца)
Рабата је насеље у Италији у округу Фиренца, региону Тоскана.
Према процени из 2011. у насељу је живело 508 становника. Насеље се налази на надморској висини од 199 м.